# Bolbaite
Bolbaite (em castelhano) ou Bolbait (em valenciano) é um município da Espanha na província de Valência, Comunidade Valenciana. Tem 40,4 km² de área e em 2021 tinha 1 336 habitantes (densidade: 33,1 hab./km²).

## Demografia
| Variação demográfica do município entre 1991 e 2004 | Variação demográfica do município entre 1991 e 2004 | Variação demográfica do município entre 1991 e 2004 | Variação demográfica do município entre 1991 e 2004 |
| --------------------------------------------------- | --------------------------------------------------- | --------------------------------------------------- | --------------------------------------------------- |
| 1991                                                | 1996                                                | 2001                                                | 2004                                                |
| 1395                                                | 1439                                                | 1447                                                | 1458                                                |